# Муса аль-Таамарі
Муса Суліман аль-Таамарі (араб. موسى سليمان التعمري; нар. 10 червня 1997, Амман) — йорданський футболіст, півзахисник клубу АПОЕЛ та національної збірної Йорданії.

## Клубна кар'єра
Народився 10 червня 1997 року в місті Амман. Вихованець футбольної школи клубу «Шабаб Аль-Ордон». Дорослу футбольну кар'єру розпочав 2016 року в основній команді того ж клубу, в якій провів один сезон, взявши участь у 19 матчах чемпіонату. Після цього провів наступний сезон 2017/18 в оренді в клубі «Аль-Джазіра» з Аммана.
28 травня 2018 року аль-Таамарі підписав трирічний контракт з кіпрським клубом АПОЕЛ. Станом на 31 жовтня 2018 року відіграв за нікосійську команду 11 матчів в національному чемпіонаті.

## Виступи за збірні
Протягом 2017–0 років залучався до складу молодіжної збірної Йорданії. На молодіжному рівні зіграв у 6 офіційних матчах, забив 2 голи.
31 серпня 2016 року дебютував в офіційних матчах у складі національної збірної Йорданії в товариському матчі проти збірної Лівану. У 2017 році він забив свій перший гол за Йорданію в товариському матчі з Гонконгом.
У складі збірної був учасником кубка Азії з футболу 2019 року в ОАЕ. На турнірі 10 січня, на 26 хвилині гри, забив перший гол своєї команди у другому матчі групового етапу у ворота збірної Сирії, завдяки чому його команда здобула другу перемогу з рахунком 2:0.
| Дата       | Місто   | Господарі | Результат | Гості    | Турнір                     | Голи | Примітки |
| ---------- | ------- | --------- | --------- | -------- | -------------------------- | ---- | -------- |
| 06-01-2019 | Аль-Айн | Австралія | 0 – 1     | Йорданія | Кубок Азії 2019 - 1-й етап | -    | 51' 72'  |
| 10-01-2019 | Аль-Айн | Йорданія  | 2 – 0     | Сирія    | Кубок Азії 2019 - 1-й етап | 1    | 80' 85'  |
| Усього     |         | Матчів    | 2         |          | Голів                      | 1    |          |

## Досягнення
- Чемпіон Кіпру (1):

АПОЕЛ: 2018-19
- Володар Кубка Йорданії (1):

«Аль-Джазіра»: 2017-18
- Володар Суперкубка Кіпру (1):

АПОЕЛ: 2019